# Nina Andreyeva
Nina Aleksandrovna Andreyeva (em russo:  Нина Александровна Андреева, 12 de outubro de 1938 - 24 de julho de 2020) foi uma química, professora, escritora, ativista e militante política russa. Defensora dos princípios soviéticos clássicos, escreveu um ensaio intitulado Não Posso Abandonar meus Princípios onde defendeu o modelo de organização social estalinista e criticou o processo da Perestroika conduzido pelo então secretário-geral Mikhail Gorbachev e seus aliados mais próximos. Andreyeva acusou essas lideranças de 'traição' dos ideais soviéticos e de não serem "verdadeiros comunistas". Na reposta publicada no Pravda, jornal oficial do partido, o ensaio foi chamado "O Manifesto das Forças Anti- Perestroika".
Andreyeva ganhou rapidamente uma imensa atenção na política russa, ainda que sua reputação fosse marjoritariamente negativa.

## Carreira na química
Andreyeva nasceu em Leningrado (hoje São Petersburgo) e foi professora de química no Instituto Tecnológico de Leningrado. Ingressou no Partido Comunista da União Soviética (PCUS) em 1966. 

## Trajetória política
Até então uma professora ordinária, Andreyeva ganhou rapidamente uma imensa atenção na política russa, ainda que sua reputação fosse marjoritariamente negativa. Sua carta aberta tornada notória chamava pela retomada do modelo de organização social stalinista. Em Maio de 1989, ocorreu em Moscou a conferência de uma organizão denominada Sociedade de Toda União, onde Nina foi eleita liderança.

## Não Posso Abandonar meus Princípios
Seu ensaio de nome Não Posso Abandonar meus Princípios (em russo:  Не могу поступаться принципами) foi publicado no jornal Sovetskaya Rossiya em 13 de março de 1988, num momento em que Gorbachev e Alexander Yakovlev estavam no exterior, e citava um relatório anti-Gorbachev emitido pelo secretário do Comitê Central do Partido Comunista, Yegor Ligachev. 
O ensaio foi bem recebido pelos oficiais da ala conservadora do partido, enquanto os apoiadores de Gorbachev e Boris Iéltsin temiam que isso lhes representasse uma grande ameaça. Gorbachev posteriormente revelou que muitos membros do Politburo pareciam compartilhar das opiniões de Andreyeva e que ele teve que coagi-los a aprovar a publicação de uma tréplica oficial. Tal resposta foi publicada no Pravda em 5 de abril de 1988.

## Carreira subsequente
Andreyeva posteriormente desempenhou um papel de liderança na formação de organizações comunistas. Ela liderou o comitê organizador da Plataforma Bolchevique do Partido Comunista da União Soviética que expulsou Gorbachev do partido em setembro de 1991. Em novembro de 1991, passou a ser secretária-geral do Partido Comunista Bolchevique de Toda a União, partido esse que se considerava o sucessor do Partido Comunista da União Soviética. Em outubro de 1993, o partido foi suspenso temporariamente junto com outras quinze organizações após a repressão do presidente Iéltsin à tentativa de golpe contra seu governo. Em maio de 1995, Andreyeva foi destituída do cargo de líder do Comitê Central de São Petersburgo por "falta de atividade revolucionária". Andreyeva foi entrevistada como parte do livro "Lenin's Tomb" de Daivid Remnick, publicado em 1993.
Nina Andreyeva morreu em São Petersburgo em 24 de julho de 2020. 

## Publicações
- Andreyeva, Nina (1992). A Causa do Socialismo é Invencível. Foreign Languages Publishing House. Pyongyang: [s.n.] ASIN B0041SY99A
- Andreyeva, Nina (1993). Princípios Ausentes ou uma Breve História da Perestroika: (Artigos e Discursos Selecionados). Foreign Languages Publishing House. Pyongyang: [s.n.] OCLC 476436091
- Andreyeva, Nina (2002). ru:За Большевизм в Коммунистическом Движении [Pelo Bolchevismo no Comunismo Internacional]. Publishing House of the All-Union Communist Party Bolsheviks. Leningrad: [s.n.]